# Faisal ibn Turki

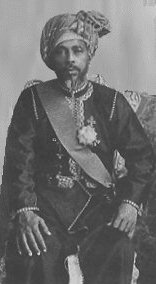
Faisal ibn Turki

Faisal ibn Turki (arabisch السيد فيصل بن تركي, DMG as-Saiyid Faiṣal ibn Turkī; * 1865; † 15. Oktober 1913) war Sultan von Maskat und Oman (1888–1913).
Unter Faisal dauerten die innenpolitischen Unruhen wegen der Rivalitäten zwischen den Stämmen der Hinawi und Ghafiri weiter an. Auch Herrschaftsansprüche einiger Verwandter mussten abgewehrt werden. 1895 musste Faisal mit britischer Hilfe einen Putsch niederschlagen, der von seinem Schwager und Cousin, Sultan Hamad ibn Thuwaini ibn Said von Sansibar, unterstützt worden war.
Nachdem Sansibar seine Ausgleichszahlungen an den Sultan von Maskat eingestellt hatte, führte die zunehmende Staatsverschuldung zu einem steigenden Einfluss Großbritanniens in Oman. Dieser Einfluss wurde auch im Abschluss des Protektoratsvertrags von 1891 deutlich. Zu Beginn des 20. Jahrhunderts ließen die Auseinandersetzungen zwischen den Stämmen nach, doch flammten sie nach Faisals Tod unter seinem Sohn und Nachfolger Taimur ibn Faisal (1913–1932) wieder auf.
| Personendaten    | Personendaten              |
| ---------------- | -------------------------- |
| NAME             | Faisal ibn Turki           |
| KURZBESCHREIBUNG | Sultan von Maskat und Oman |
| GEBURTSDATUM     | 1865                       |
| STERBEDATUM      | 15. Oktober 1913           |